# راجیندر سینگ بدی
راجیندر سینگ بدی (انگلیسی: Rajinder Singh Bedi; ۱ سپتامبر ۱۹۱۵ – ۱۹۸۴) نمایشنامه‌نویس، کارگردان فیلم و فیلم‌نامه‌نویس اردو زبان اهل هند بود.
وی برنده جوایزی همچون جایزه فیلم‌فیر بهترین داستان و جایزه فیلم‌فیر بهترین دیالوگ شده است.

## فیلم‌شناسی
- یک ورق کثیف (۱۹۸۶) – داستان
- Nawab Sahib (1978) – کارگردان
- فاگون (۱۹۷۳) – کارگردان، تهیه‌کننده
- غرور (۱۹۷۳) – دیالوگ
- در زدن (۱۹۷۰)- کارگردان، فیلم‌نامه‌نویس
- ساتیاکم (۱۹۶۹) – دیالوگ
- همدم من دوست من (۱۹۶۸) – فیلم‌نامه‌نویس
- Baharon Ke Sapne (1967) – دیالوگ
- بی‌همتا (۱۹۶۶) – دیالوگ
- Mere Sanam (1965) – فیلم‌نامه‌نویس، دیالوگ
- Rangoli (1962) – دیالوگ، فیلم‌نامه‌نویس، تهیه‌کننده
- پرنده شکاری (۱۹۶۱) – فیلم‌نامه‌نویس
- Mem-Didi (1961) - فیلم‌نامه‌نویس
- آنورادها (۱۹۶۰) – دیالوگ
- جنتلمنی از بمبئی (۱۹۶۰) – دیالوگ
- مادهوماتی (۱۹۵۸)- دیالوگ
- Musafir (1957) _ دیالوگ
- Basant Bahar (1956) – دیالوگ
- Milap (1955) – دیالوگ
- Garam Coat (1955) – دیالوگ، فیلم‌نامه‌نویس، تهیه‌کننده
- دیوداس (۱۹۵۵) – دیالوگ
- میرزا غالیب (۱۹۵۴)- دیالوگ
- Daag (1952) – دیالوگ
- Badi Bahen (1949) – دیالوگ